# Winseldorf
Winseldorf er en by og kommune i det nordlige Tyskland, beliggende i Amt Itzehoe-Land under Kreis Steinburg. Kreis Steinburg ligger i den sydvestlige del af delstaten Slesvig-Holsten.

## Geografi
Winseldorf ligger syd for Hohenlockstedt, omkring 6 kilometer nordøst for Itzehoe, ved floden Stör og i udkanten af Naturpark Aukrug. Floden Rantzau løber gennem kommunen. Winseldorf ligger ved Bundesstraße B206.